# Marbury v. Madison

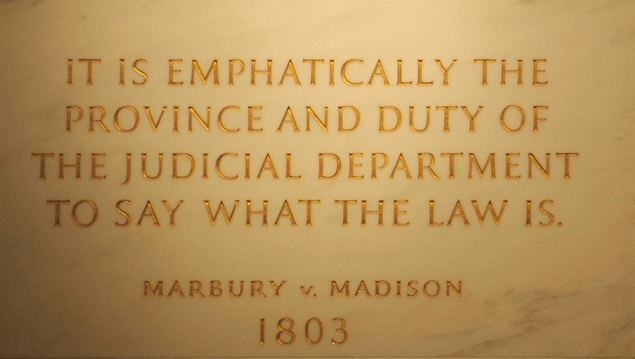
Inscriptie bij het standbeeld van John Marshall, United States Supreme Court Building.

Marbury v. Madison is een baanbrekend arrest uit 1803 waarin het Hooggerechtshof van de Verenigde Staten het principe van de rechterlijke toets vestigde, zijnde zijn bevoegdheid wetten te controleren op hun grondwettigheid en ze desgevallend ongeldig te verklaren. De aanleiding voor de zaak was de betwiste benoeming tot rechter van William Marbury, in de woelige overgangsperiode tussen de regering van president Adams en die van president Jefferson. Met een spitsvondig salomonsoordeel wist het Hooggerechtshof, onder voorzitterschap van John Marshall, beide partijen tevreden te houden, maar vooral zijn eigen toetsingsbevoegdheid veilig te stellen in een arrest dat de geschiedenis is ingegaan als een van de hoekstenen van het staatsrecht in de Verenigde Staten. 

## Achtergrond
John Adams, de tweede president van de Verenigde Staten, had de verkiezingen van 1800 verloren, zo bleek op 17 februari 1801. Op 4 maart 1801 zou de inauguratie van Thomas Jefferson tot derde president van de Verenigde Staten plaatsvinden. De federalistische president Adams, gesteund door het nog op zijn hand zijnde Congres, nam een wet aan die de Judiciary Act van 1789 wijzigde door een aantal nieuwe rechtbanken te installeren, met de bedoeling dat ze door federalisten zouden worden gecontroleerd. De oppositie sprak honend van de Midnight Judges Act. Op 2 maart 1801, twee dagen voor zijn aftreden, benoemde Adams 42 "middernachtsrechters" in deze rechtbanken. Op 3 maart 1801 keurde de Senaat de benoemingen goed.
De vertrekkende minister van Binnenlandse Zaken John Marshall voerde niet alle benoemingen uit vóór de inauguratie van president Jefferson. Deze gaf zijn minister van Binnenlandse Zaken James Madison opdracht om de resterende benoemingen niet uit te voeren. Dit had tot gevolg dat 25 van de 42 door de Senaat benoemde rechters hun mandaat niet konden opnemen, onder wie William Marbury.

## Arrest
Marbury richtte zich tot het Hooggerechtshof met het verzoek een bevelschrift af te leveren dat zijn benoeming tot  vrederechter zou afdwingen. Hij steunde hiervoor op het nieuwe artikel 13 van de Judiciary Act, dat het Hooggerechtshof daartoe inderdaad machtigde. Volgens opperrechter John Marshall – dezelfde die minister was geweest onder Adams en die persoonlijk de commissies van de 42 rechters had ondertekend – was het ingeroepen wetsartikel strijdig met de grondwet, die geen dergelijke bevoegdheden verleende aan de rechterlijke macht. In artikel 3 van de grondwet stonden de gevallen waarin het Hooggerechtshof jurisdictie had opgesomd, en die konden niet worden uitgebreid door een wet lager in rang. Niet alleen vond het hof de wet strijdig met de grondwet, het besliste ook om de betreffende norm te vernietigen, hoewel deze bevoegdheid niet uitdrukkelijk in de grondwet was toegekend. Marshall redeneerde dat de limieten die de grondwet stelde aan de overheidsmacht betekenisloos zouden zijn als ze niet door de rechterlijke macht konden worden afgedwongen.
Het onmiddellijke resultaat was dus in het nadeel van de federalisten, want de benoeming van hun rechter ging niet door. Marshall zal hebben overwogen dat een rechterlijk bevel hoe dan ook door Jefferson naast zich neer zou zijn gelegd, wat de machteloosheid van het Hooggerechtshof alleen maar in de verf zou hebben gezet. De federalisten konden zich enigszins troosten met de passage in het arrest die de niet-benoeming in strijd achtte met de wet, zij het dat een deel van de wet zelf werd aangemerkt als een schending van de grondwet. Vooral konden ze echter tevreden zijn op lange termijn, want het arrest vergrootte de macht van het federale Hooggerechtshof aanzienlijk. Hoewel Jefferson het oordeel bekritiseerde, legde hij zich erbij neer. Ook nadien is Marbury niet vrij geweest van afwijzing, maar het vormt nog steeds een hoeksteen van de Amerikaanse constitutionele orde.